# Le Signal (immeuble)
Pour les articles homonymes, voir Le Signal.
Le Signal était un ensemble de deux bâtiments d'habitat collectif, situé à Soulac-sur-Mer en France. Le premier bâtiment fut construit en 1967 et le second en 1970, quand l'ensemble était localisé à encore environ 200 mètres de l'océan Atlantique et séparé de celui-ci par une dune végétalisée depuis disparue.
L'ensemble est détruit le 3 février 2023 à cause du recul du trait de côte provoqué par l'érosion du littoral en France.

## L'immeuble

### Contexte
L'ensemble devait à l'origine faire partie d'un lot de 14 immeubles, regroupant 1 200 logements, un hôtel de luxe et une thalassothérapie, le tout connecté aux autres communes par de larges voies automobiles. Ce projet voulu par le maire, Jean-François Pintat, est un symbole des Trente Glorieuses, durant lesquelles l'accès à la propriété et aux vacances bon marché était favorisé . Néanmoins, le promoteur a fait faillite et sa liquidation a été prononcée en 1968.

### La construction
Le permis de construire est déposé en avril 1965. L'immeuble est livré en deux temps : d'abord un premier bâtiment en 1967 (bâtiment A) puis le second en 1970 (bâtiment B). Qualifié de « verrue » par les riverains, l'immeuble est composé de quatre étages, mesure 40 mètres de long et comporte 78 logements. En 2008, la modernisation des parties communes est votée et les dépenses s'élèvent à 700 000 euros. S'il est distant à l'époque de 200 m de l'océan Atlantique, en 2023, l'immeuble se trouve à une dizaine de mètres de l'océan.

## Premières vicissitudes et recours

### Tempêtes hivernales
L'immeuble est d'abord touché en 2010 par la Tempête Xynthia qui provoque le recul de 15 mètres de la dune, puis en 2014 par la tempête hivernale. Chaque année, le trait de côte recule entre 5 et 8 mètres. Des nombreuses campagnes de réensablement ont été engagées, mais ne suffisent pas à endiguer le recul du trait de côte. En janvier 2014, l'immeuble est définitivement vidé de ses habitants par arrêté municipal.

### Des indemnisations
L’État propose d'abord une indemnisation à hauteur de 20 000 euros par appartement, ce que les propriétaires refusent. Ces derniers s'engagent dans de longues procédures judiciaires afin de bénéficier du « fonds Barnier », sans succès car l’érosion des dunes n'entre pas dans ses critères d’attribution. Cependant le vote en décembre 2018 d'un amendement du projet de loi de finances pour 2019 leur permet, en raison du cas unique que représente le Signal, que leur soit affectée une partie du programme de prévention des risques. En 2020 et sur une enveloppe de 7 millions d'euros, les 75 propriétaires sont indemnisés à hauteur de 70 % de la valeur initiale de leur logement.

## Déconstruction
Un premier désamiantage est effectué en 2019. À partir du 3 février 2023, la démolition de l'immeuble débute, officiellement lancée par le ministre Christophe Béchu et devrait durer trois mois. L'Office national des forêts sera chargé de restaurer écologiquement la dune par la plantation d'espèces.
L'immeuble est entièrement détruit le 22 février 2023, avant la création d'une dune littorale à compter du 15 mars.